# Њу Камберланд (Пенсилванија)
Њу Камберланд (енгл. New Cumberland) град је у америчкој савезној држави Пенсилванија.

## Демографија
По попису из 2010. године број становника је 7.277, што је 72 (-1,0%) становника мање него 2000. године.
| Група             | 2000.         | 2010.         |
| Белци             | 7.093 (96,5%) | 6.741 (92,6%) |
| Афроамериканци    | 47 (0,6%)     | 108 (1,5%)    |
| Азијати           | 53 (0,7%)     | 70 (1,0%)     |
| Хиспаноамериканци | 83 (1,1%)     | 254 (3,5%)    |
| Укупно            | 7.349         | 7.277         |